# 오자소촌
오자소촌(大笹生村)은 후쿠시마현 시노부군에 설치되었던 촌이다.